# Benzylpénicilline
La benzylpénicilline, couramment appelée pénicilline G, est un antibiotique bêta-lactamine à spectre étroit administré par injection intraveineuse ou intramusculaire comme traitement de la méningite, l'endocardite, la pneumonie aiguë, l'arthrite septique, le sepsis (septicémie) chez l'enfant, la diphtérie, la gangrène, la syphilis et la blennorragie (gonorrhée).
Son instabilité à l'acidité de l'estomac contraint de l'administrer par voie parentérale, ce qui permet en retour d'obtenir des concentrations tissulaires plus élevées qu'avec la phénoxyméthylpénicilline (pénicilline V), d'où une activité antibactérienne accrue. Elle est active sur les bactéries à Gram positif ainsi que sur les bacilles anaérobies, les coques et les spirochètes à Gram négatif, et plus particulièrement :
- le bacille du charbon (Bacillus anthracis) ;
- le méningocoque (Neisseria meningitidis) ;
- le pneumocoque (Streptococcus pneumoniae) ;
- le tréponème pâle (Treponema pallidum) ;
- les streptocoques α- et β-hémolytiques ;
- les staphylocoques qui ne produisent pas de β-lactamase (environ 20 % des souches) ;
- le genre Corynebacterium ;
- le genre Clostridium ;
- le genre Borrelia ;
- le genre Leptospira ;
- le genre Bacteroides hormis l'espèce Bacteroides fragilis.

Le nombre de souches résistantes à la pénicilline G tend à s'accroître, notamment chez le gonocoque.
Ce médicament a été découvert en 1928 par Alexander Fleming à partir de Penicillium notatum et est à l'origine de la famille des pénicillines. La pénicilline G est de nos jours encore obtenue par fermentation de cette moisissure. Elle est administrée sous forme de sel de sodium ou de potassium, qui sont très solubles dans l'eau et permettent l'élaboration de solutions pour injections.
La pénicilline G injectée par voie intramusculaire se libère lentement en fournissant des taux plasmatiques constants. Une administration intraveineuse permet d'atteindre des taux plasmatiques plus élevés. Le taux de liaison aux protéines plasmatiques est de l'ordre de 50 %, la demi-vie d'élimination est de 30 à 40 minutes. Environ 90 % du volume injecté est excrété par voie urinaire. Lors d'une injection intraveineuse, le produit est éliminé tel quel à hauteur de 50 à 70 % tandis que 20 % supplémentaires sont éliminés sous forme de produits de dégradation inactifs.
On retrouve dans le liquide cérébrospinal jusqu'à 50 % de la concentration plasmatique de pénicilline G, tandis que des concentrations thérapeutiques sont atteintes dans la circulation fœtale et dans le liquide amniotique. Le lait maternel peut en contenir de 2 à 15 %.

## Prescription et disponibilité
Il fait partie de la liste des médicaments essentiels de l'Organisation mondiale de la santé (liste mise à jour en avril 2013).
Pourtant sa fabrication en France métropolitaine a été arrêtée en janvier 2018, à la suite de la réservation de son administration au circuit hospitalier (pour éviter une sur-administration et le développement inquiétant de cas de résistance aux antibiotiques), conduisant à des difficultés de fourniture et même des ruptures complètes et durables (y compris pour les pharmacies hospitalières régionales), alors que des produits génériques ne sont pas encore homologués en Europe (ou les laboratoires ont préféré délocaliser leur production). La fermeture de laboratoires de production en Europe (notamment ceux de Sandoz, devenu la branche génériques du groupe Novartis, qui ne peut plus fournir avec son dernier site en Allemagne, après la fermeture de son site de Bâle, il fabrique maintenant ses génériques en Inde et en Chine qui eux aussi limitent leurs productions et exportations), et l'absence de produits équivalents génériques homologués a conduit à une augmentation des prix alors que ce médicament était relativement peu onéreux à produire (ils sont aujourd'hui largement fabriqués et distribués notamment en Inde, au Brésil et en Chine, et encore aux États-Unis, mais sans les obligations et contraintes de qualité voulues dans le cahier des charges initial d'homologation).
Les traitements alternatifs avec des pénicillines de classe V (comme l'amoxicilline, trop largement prescrite à tort en secteur libéral pour des infections non bactériennes, et elle aussi en situation tendue d'approvisionnement et sujette à une inflation des prix) et des mesures d'hygiène ne sont pas efficaces pour certaines infections bactériennes à risque élevé de transmission contagieuse et de complications sévères (notamment les IST bactériennes et méningites chez l'enfant), mais peuvent uniquement traiter ou éviter les coinfections opportunes les plus courantes plus faciles à traiter de façon symptomatique avec des mesures d'accompagnement.